# Gianni Vernetti
Gianni Vernetti, va néixer el 27 de novembre 1960 a Torí, és un periodista i polític italià, membre del Partit Demòcrata
Va ser elegit diputat el 2001 i 2008 i senador el 2006
Està casat amb Laura De Donato, periodista. Tenen quatre fills.
El 2006-2008 va fer part del segon govern de Romano Prodi com a sots-secretari d'Afers Estrangers.
A partir de maig de 2020 esdevé columnista de La Repubblica on escriu nombrosos editorials, reportatges i entrevistes que descriuen les principals crisis globals, l'enfrontament creixent entre democràcies i autoritaris. règims , les noves amenaces a la seguretat internacional, els reptes a Occident dels règims de Rússia i la Xina.
El març de 2022 va publicar el volum Dissident per a Rizzoli en què analitza l'enfrontament creixent entre democràcies i autocràcies acompanyant el lector en un viatge per les muntanyes del Kurdistan, on els combatents kurds van derrotar les milícies gihadistes de l'EI; als vessants de l'Himàlaia, on un grapat de monjos valents van salvar la mil·lenària cultura tibetana; a la petita i combativa Lituània, que va viure tots els totalitarismes del segle XX i avui acull dissidents de Rússia i Bielorússia; a l'illa de Taiwan, que resisteix l'autoritarisme xinès.
El llibre conté un llarg diàleg amb Carles Puigdemont, l'únic "dissident europeu" present al volum.
Gianni Vernetti és partidari de la causa catalana i ha format part de la delegació internacional en diverses Diada Nacional de Catalunya